# Hashimoto Gahō
Hashimoto Gahō (Hashimoto Gahō (橋本 雅邦) (橋本 雅邦?),   ,     ,   ) foi um pintor japonês, um dos últimos em seguir o estilo da escola Kanō e a pintura tradicional.

## Biografia
Hashimoto nasceu o 21 de agosto de 1835 em Edo —antigo nome pelo qual era conhecida a cidade de Tokio—, como filho de um pintor pertencente ao clã Kawagoe, com sede na província de Musashi (hoje em dia Saitama). Estudou pintura baixo a tutela de Kanō Shōsenin, sendo influenciado pelo trabalho do também pintor Kanō Hōgai. Hashimoto realizou numerosas obras seguindo o estilo tradicional da escola Kanō, usando cores douradas e tinta negra. No entanto, apesar de que suas pinturas apresentam métodos e temas tradicionais, também incorporou elementos da arte ocidental, ao igual que Kanō Hōgai. As pinceladas, vários tipos de detalhes e, em particular, as tentativas de representar adequadamente a perspectiva são evidentes nas pinturas de Hashimoto e em muitos outros artistas deste período.
Em 1860, Hashimoto abriu seu próprio estudo de arte, mas os assuntos políticos e económicos que rodearam a restauração Meiji em 1868 lhe obrigaram a procurar outros rendimentos além de vender pinturas. Produziu mapas para a Academia Naval, pintou pára fanáticos e utilizou suas habilidades de muitas outras maneiras para ganhar-se a vida. Hashimoto foi convidado em 1884 por Okakura Kakuzō para converter no catedrático de pintura do Tōkyō Bijutsu Gakkō (actualmente a Universidade Nacional de Belas Artes e Música de Tokio), que abrir-se-ia cinco anos mais tarde. Em 1898, Hashimoto uniu-se a Okakura para deixar o Bijutsu Gakkō e fundou a Academia de Belas Artes de Japão. Hashimoto ensinaria ali até sua morte em 1908.
Como resultado de sua posição como principal professor de pintura, Hashimoto teve vários alunos importantes, entre eles Yokoyama Taikan e Kawai Gyokudō.

## Galeria

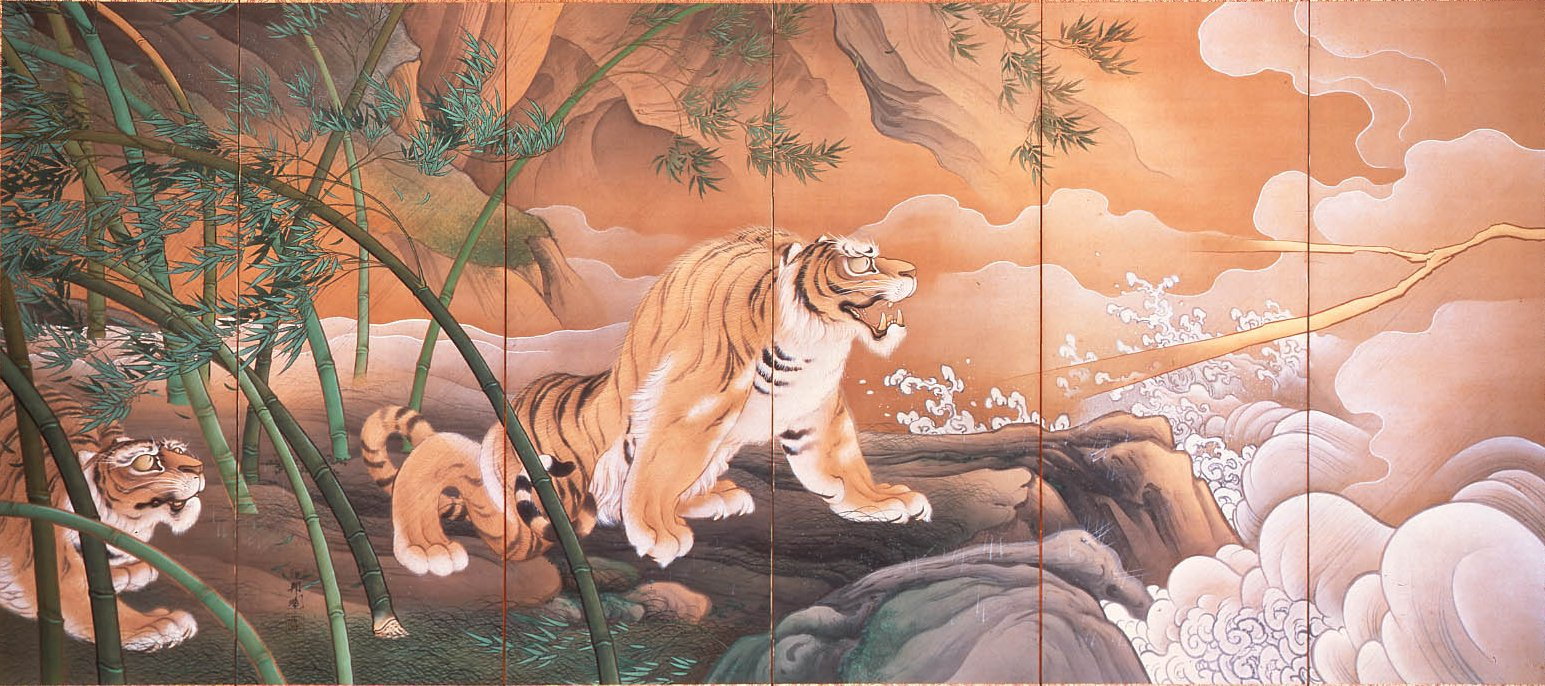
O dragão e o tigre, lado esquerdo, 1895.
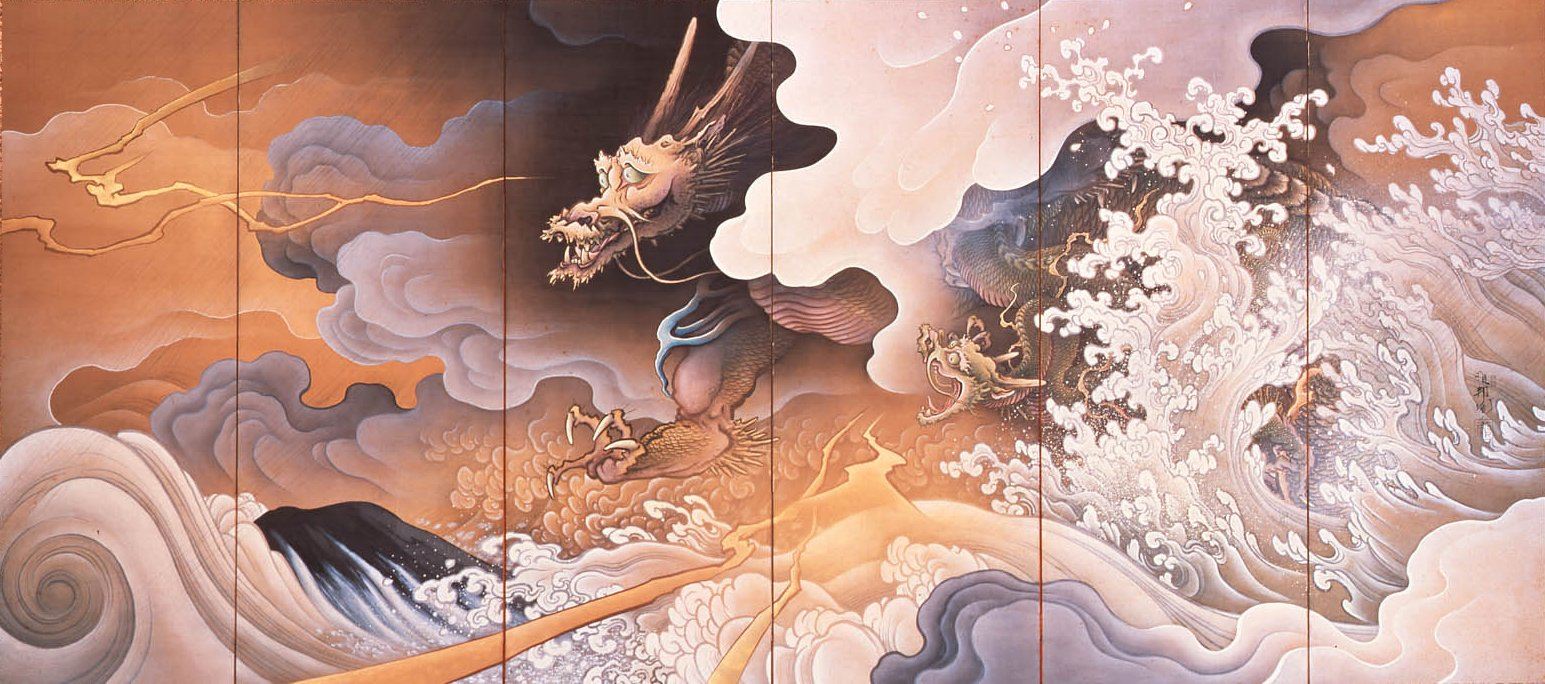
O dragão e o tigre lado direito, 1895.
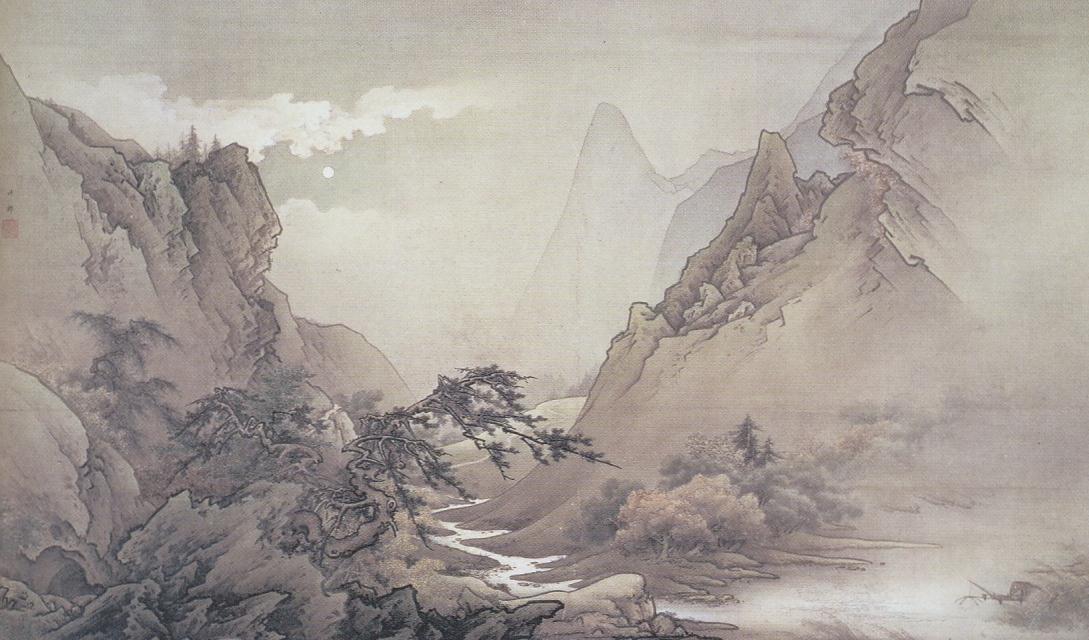
Paisagem alumiada pela lua, 1899.
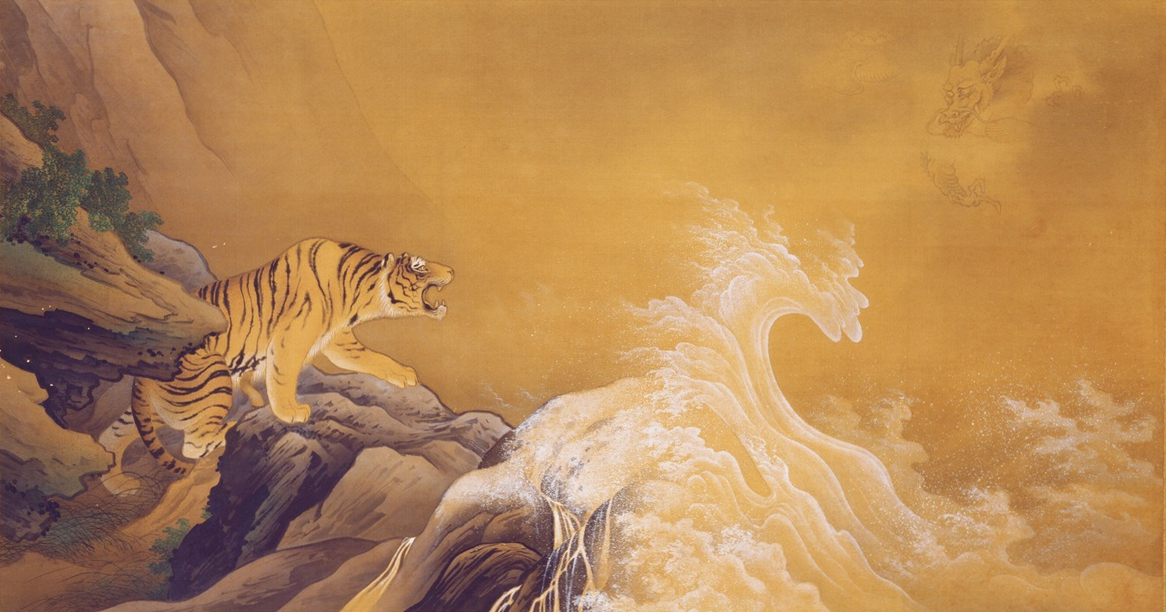
Dragão contra tigre, 1899. Cor sobre seda. Museu de Colecções Imperiais.
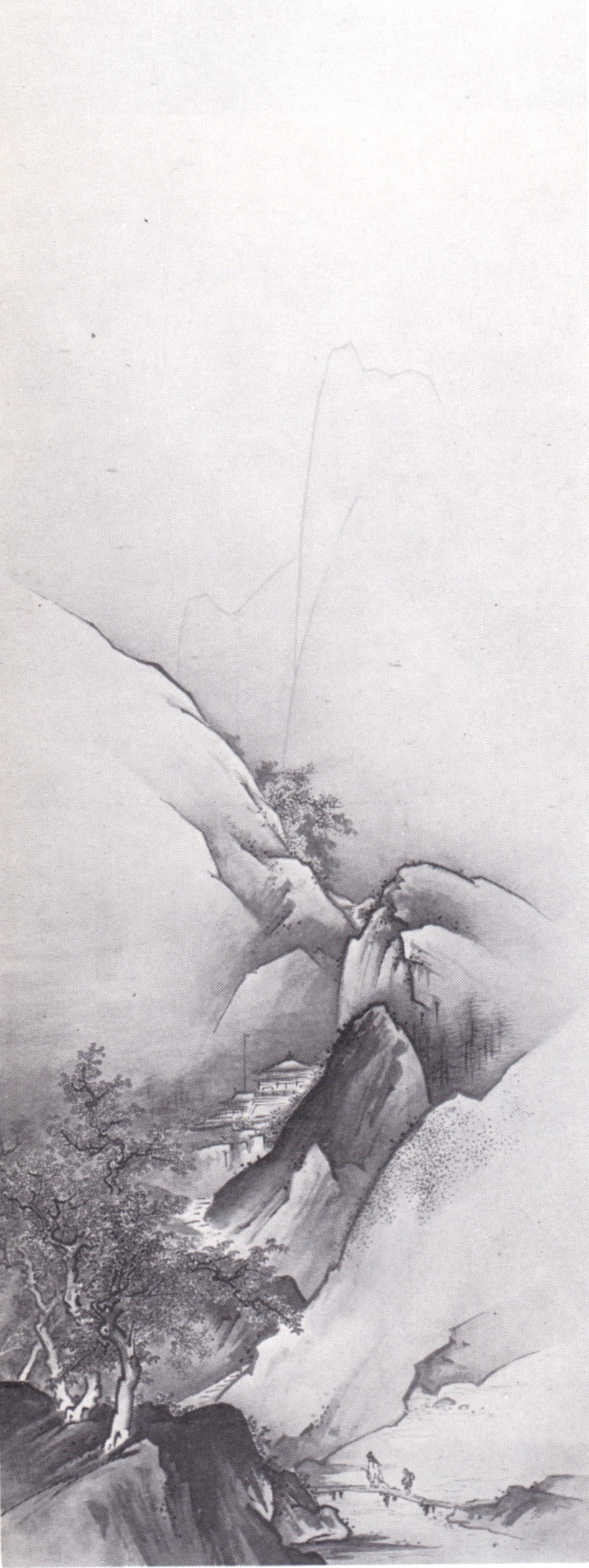
Paisagem, circa 1900.
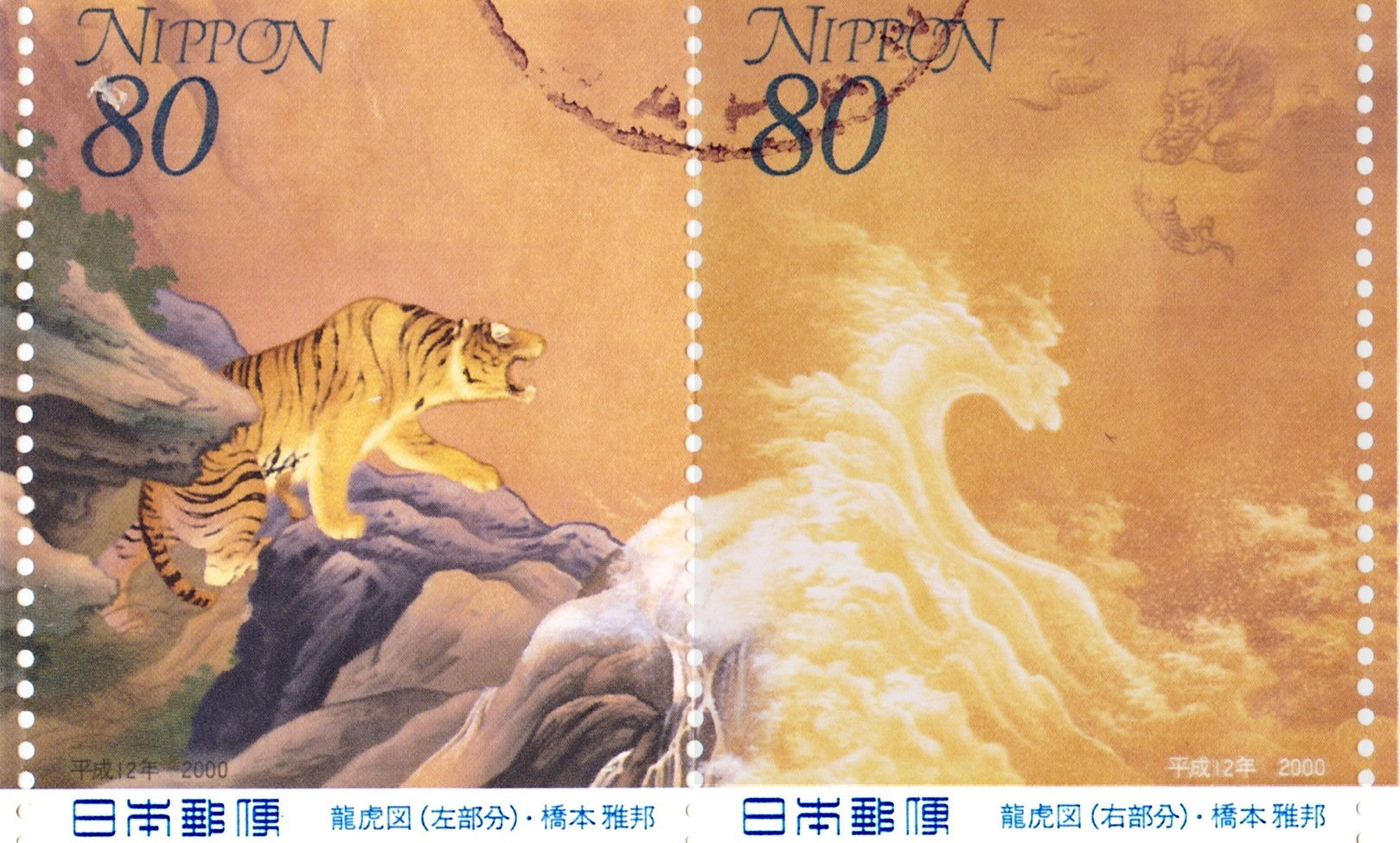
Selo japonês de 2000 em homenagem ao pintor